# Próba Schwartza-Watsona
Próba Schwartza-Watsona – próba używana w diagnostyce medycznej. Służy do diagnozowania porfirii, szczególnie porfirii wątrobowych. Wyparta przez próbę Hoescha. W 1989 roku zaproponowano także bardziej czułą metodę, wykorzystującą przepływ jonów w roztworach i badania absorbancji.

## Procedura wykonania
Zgodnie z modyfikacją Fischera, w celu przeprowadzenia próby należy do moczu dodać odczynnik Ehrlicha zawierający: p-dimetyloaminobenzaldehyd, stężony kwas solny i wodę. W wyniku reakcji moczu z tym pierwszym, mieszanina przybiera czerwoną barwę. Po odwirowaniu dodaje się nasycony roztwór octanu sodu, a po wtórnym odwirowaniu chloroform.

## Interpretacja wyników
Jeżeli po wykonaniu próby zgodnie z modyfikacją Fishera obserwuje się zmianę barwy z różowej na czerwoną, a otrzymany po pierwszym wirowaniu roztwór miesza się z chloroformem, stwierdza się obecność urobilinogenu. W przypadku pozostania barwy różowej, do fazy wodnej dodaje się roztwór butanolu – w przypadku nierozdzielenia się szybko faz, próbę uznaje się za niepoprawnie wykonaną. Za wynik pozytywny uznaje się przejście barwy z różowej na czerwoną i rozpuszczalność roztworu zarówno w chloroformie, jak i butanolu.
Wynik pozytywny pojawia się, gdy stężenie porfobilinogenu w moczu przekracza 9 mg/l, a niezaprzeczalnie negatywny wynik poniżej 3 mg/l. W przypadkach spornych wykorzystuje się absorbancję w świetle o długości fali ok. 520 nm. Wynik pozytywny interpretuje się jako porfirię.